# 盖尔亚廷
盖尔亚廷（阿拉伯语：‎，转写：Al-Qaryatayn，亦可转写为Karyatayn、Qaratin或Cariatein），是叙利亚中部的一个城镇，属霍姆斯省霍姆斯区，位于省会霍姆斯的东南方向。盖尔亚廷位于叙利亚沙漠中的一座绿洲。盖尔亚廷这一地名的字面意思是两个村子。
盖尔亚廷地处叙利亚首都大马士革、省会霍姆斯和古城巴尔米拉三地之间，战略地位非同寻常。2015年8月，伊斯兰国攻占盖尔亚廷。2016年4月，叙利亚政府军收复盖尔亚廷。